# Asthenes griseomurina
Asthenes griseomurina е вид птица от семейство Furnariidae.

## Разпространение
Видът е разпространен в Еквадор и Перу.